# Sarah Tunstall
Pour les articles homonymes, voir Tunstall.
Sarah Tunstall, née le 19 avril 1986, est une athlète anglaise spécialisée en cross-country et en course en montagne. Elle a remporté la Coupe du monde de course en montagne 2015. Elle a également remporté deux médailles de bronze aux Championnats du monde de course en montagne en 2009 et 2017, une médaille d'argent aux Championnats d'Europe de course en montagne en 2017 et une de bronze en 2008 ainsi qu'une médaille d'argent aux Championnats du Commonwealth de course en montagne 2009.

## Biographie
Sarah se fait remarquer en 2008 en remportant la médaille d'argent aux Championnats d'Europe de course en montagne 2008, ainsi que la médaille d'or par équipe avec Victoria Wilkinson et Katie Ingram. La même année, elle décroche la médaille d'argent en catégorie U23 lors des Championnats d'Europe de cross-country.
En 2009, elle termine quatrième des Championnats du monde de course en montagne, puis hérite de la médaille de bronze individuelle ainsi que de la médaille d'or par équipe à la suite de la disqualification d'Elisa Desco. Elle remporte deux médailles d'argent aux Championnats du Commonwealth de course en montagne en individuel et par équipe sur l'épreuve de montée et descente. Elle se blesse à la fin de l'année et connaît ensuite une période difficile avec plusieurs blessures successives.
En 2015, elle déménage à Chamonix où elle travaille comme physiothérapeute. Elle connaît une excellente saison en remportant notamment la montée du Grand Ballon et la course de Šmarna Gora. Elle remporte ainsi la Coupe du monde de course en montagne. Elle termine 4e des Championnats du monde de course en montagne et remporte à nouveau la médaille d'or par équipe avec Emma Clayton et Emily Collinge.
En 2017, elle remporte son second titre de championne de Grande-Bretagne de course en montagne. Aux Championnats d'Europe de course en montagne, elle décroche la médaille d'argent et la médaille d'or par équipe avec Victoria Wilkinson et Rebecca Hilland. Elle termine troisième aux Championnats du monde de course en montagne.
Le 14 septembre 2019, elle remporte la Drei Zinnen Alpine Run en établissant le nouveau record féminin en 1 h 41 min 44 s.

## Palmarès
| no  | féminin            | Course                                                                  | Longueur | Départ            | Temps           |
| --- | ------------------ | ----------------------------------------------------------------------- | -------- | ----------------- | --------------- |
| 4e  | Médaille de bronze | Montée du Grand Ballon                                                  | 8,5 km   | 1er mai 2008      | 50 min 32 s     |
| 3e  | Médaille de bronze | Championnats d'Europe de course en montagne                             | 8,75 km  | 12 juillet 2008   | 40 min 48 s     |
| 37e | Médaille d'argent  | Course du Cervin                                                        | 12,5 km  | 24 août 2008      | 1 h 8 min 35 s  |
| 3e  | Médaille de bronze | Championnats du monde de course en montagne                             | 8,6 km   | 6 septembre 2009  | 44 min 48 s     |
| 2e  | Médaille d'argent  | Championnats du Commonwealth de course en montagne - Montée et descente | 10 km    | 20 septembre 2009 | 41 min 0 s      |
| 19e | Médaille d'or      | Course de Schlickeralm                                                  | 11,2 km  | 24 juillet 2011   | 1 h 0 min 39 s  |
| 24e | Médaille d'or      | Course du Cervin                                                        | 14,35 km | 21 août 2011      | 1 h 11 min 29 s |
| 6e  | 6e                 | Championnats du Commonwealth de course en montagne                      | 8,8 km   | 24 septembre 2011 | 45 min 17 s     |
| 3e  | Médaille de bronze | Montée du Grand Ballon                                                  | 8,5 km   | 17 mai 2012       | 49 min 42 s     |
| 36e | Médaille d'argent  | Course du Cervin                                                        | 12,5 km  | 26 août 2012      | 1 h 12 min 56 s |
| 8e  | 8e                 | Championnats du monde de course en montagne                             | 9,08 km  | 8 septembre 2013  | 44 min 40 s     |
| 1re | Médaille d'or      | Montée du Grand Ballon                                                  | 9 km     | 17 mai 2012       | 50 min 9 s      |
| 21e | Médaille d'argent  | Neirivue-Moléson                                                        | 10,6 km  | 21 juin 2015      | 1 h 11 min 5 s  |
| 16e | Médaille d'or      | Semi-marathon d'Aletsch                                                 | 21,1 km  | 28 juin 2015      | 1 h 47 min 12 s |
| 31e | Médaille de bronze | Thyon-Dixence                                                           | 16,35 km | 2 août 2015       | 1 h 27 min 52 s |
| 1re | Médaille d'or      | Championnats de Grande-Bretagne de course en montagne                   | 8,4 km   | 22 août 2015      | 36 min 33 s     |
| 4e  | 4e                 | Championnats du monde de course en montagne                             | 8,9 km   | 19 septembre 2015 | 39 min 6 s      |
| 30e | Médaille d'or      | Course de Šmarna Gora                                                   | 10 km    | 3 octobre 2015    | 52 min 28 s     |
| 19e | Médaille d'or      | Montée du Nid d'Aigle                                                   | 19,5 km  | 17 juin 2016      | 2 h 12 min 7 s  |
| 27e | Médaille d'or      | Thyon-Dixence                                                           | 16,35 km | 7 août 2016       | 1 h 26 min 52 s |
| 1re | Médaille d'or      | Championnats de Grande-Bretagne de course en montagne                   | 7,7 km   | 4 juin 2017       | 42 min 40 s     |
| 7e  | Médaille d'or      | Semi-marathon d'Aletsch                                                 | 21,1 km  | 18 juin 2017      | 1 h 47 min 17 s |
| 2e  | Médaille d'argent  | Championnats d'Europe de course en montagne                             | 8,3 km   | 8 juillet 2017    | 50 min 51 s     |
| 3e  | Médaille de bronze | Championnats du monde de course en montagne                             | 13 km    | 30 juillet 2017   | 1 h 4 min 16 s  |
| 28e | Médaille de bronze | Trophée Nasego                                                          | 20,6 km  | 13 mai 2018       | 2 h 0 min 17 s  |
| 11e | Médaille d'or      | Semi-marathon d'Aletsch                                                 | 21,1 km  | 24 juin 2018      | 1 h 48 min 54 s |
| 13e | Médaille d'argent  | Marathon de Zermatt                                                     | 42,2 km  | 7 juillet 2018    | 3 h 44 min 5 s  |
| 11e | Médaille d'or      | Semi-marathon d'Aletsch                                                 | 21,1 km  | 23 juin 2019      | 1 h 48 min 22 s |
| 4e  | 4e                 | Championnats d'Europe de course en montagne                             | 10,1 km  | 7 juillet 2019    | 1 h 3 min 33 s  |
| 29e | Médaille d'or      | Course de montagne du Grossglockner                                     | 13,3 km  | 14 juillet 2019   | 1 h 26 min 23 s |
| 25e | Médaille d'or      | Drei Zinnen Alpine Run                                                  | 17,5 km  | 14 septembre 2019 | 1 h 41 min 44 s |
| 21e | Médaille d'or      | Ascension du Christ-Roi                                                 | 6,2 km   | 10 octobre 2019   | 39 min 20 s     |
| 25e | Médaille de bronze | Course Montreux-Les-Rochers-de-Naye                                     | 18,8 km  | 3 juillet 2022    | 1 h 52 min 13 s |

## Records
| Épreuve       | Performance   | Date             | Lieu   |
| ------------- | ------------- | ---------------- | ------ |
| 5 kilomètres  | 16 min 42 s 5 | 12 décembre 2015 | Sion   |
| 10 kilomètres | 34 min 12 s   | 9 avril 2009     | Dublin |